# Hubneria hilaris
Hubneria hilaris är en tvåvingeart som beskrevs av Robineau-desvoidy 1847. Hubneria hilaris ingår i släktet Hubneria och familjen parasitflugor.
Artens utbredningsområde är Frankrike. Inga underarter finns listade i Catalogue of Life.